# Tuinen van Lucullus
De Tuinen van Lucullus (Latijn:Horti Luculliani) waren de privé-tuinen van Lucius Licinius Lucullus, een beroemd Romeins militair en politicus uit de 1e eeuw v.Chr.

## Lucius Lucullus
Lucullus was succesvol geweest tijdens de Derde Mithridatische Oorlog, maar moest na een conflict met de senaat zijn commando afstaan aan Pompeius. Bij terugkomst in Rome trok hij zich gefrustreerd terug uit het publieke leven en gaf zich over aan een leven vol extravagante luxe.
Hij liet zijn tuinen aanleggen op de Pincio, even buiten de stadsmuur. De tuinen liepen van de top tot aan de voet van de heuvel, waar het Marsveld lag. Lucullus liet er terrassen met fonteinen aanleggen en een bouwde een grote villa met een aantal eetzalen die elk een eigen naam hadden. Zo kreeg een van de luxueuzere zalen de naam Apollo. Hij bouwde op het complex ook een openbare bibliotheek, waar hij zijn befaamde en omvangrijke boekencollectie plaatste.
In de tuinen plantte hij een grote hoeveelheid exotische planten, waarvan hij er veel had meegebracht tijdens zijn campagne in het oosten. De bekendste hiervan was de kersenboom, die hij zo in Europa introduceerde.

## Eigendom van Messalina
In het jaar 46 kwamen de tuinen in handen van de consul Valerius Asiaticus. Messalina, de derde vrouw van keizer Claudius, wilde de tuinen echter graag hebben en dwong Asiaticus tot zelfmoord, waarna ze het complex in bezit nam. Lang heeft ze er niet van kunnen genieten, want in 48 bedroog ze haar man en werd in de villa ter dood gebracht. Hierop werden de Tuinen van Lucullus keizerlijk bezit.

## Horti Aciliorum
In de loop van de tweede eeuw werden de tuinen verkocht aan de familie Acilii Glabriones, die er een nieuwe villa lieten bouwen. Hierna stond het complex bekend als Horti Aciliorum. De exacte omvang is onbekend, maar mogelijk strekte de tuinen zich uit over de hele Pincio heuvel, van het Piazza del Popolo in het noorden, de Porta Pinciana in het oosten tot de omgeving van de huidige kerk Trinità dei Monti aan het Piazza di Spagna. In de jaren 270 werd de Aureliaanse Muur om Rome gebouwd en de Pincio heuvel met zijn tuinen viel toen voor het eerst binnen de stadsgrenzen. In de vijfde eeuw kwamen de tuinen in het bezit van de familie Pincia. Het complex stond toen bekend als de Domus Pinciana en de heuvel ontleent hieraan zijn naam.

## De tuinen tegenwoordig
Van het oorspronkelijke complex zijn niet veel restanten teruggevonden. Slechts een aantal fragmenten van terrassen en de fundamenten van gebouwen zijn opgegraven. De Aureliaanse Muur staat nog wel grotendeels overeind aan de noordoostelijke zijde. De Pincio heeft ook in de Middeleeuwen en daarna altijd zijn functie als privépark voor belangrijke inwoners van de stad behouden. In de 20e eeuw werd het park op de heuvel bij de Villa Borghese gevoegd en is nu een openbaar park.